# 프레드 A. 하틀리 주니어

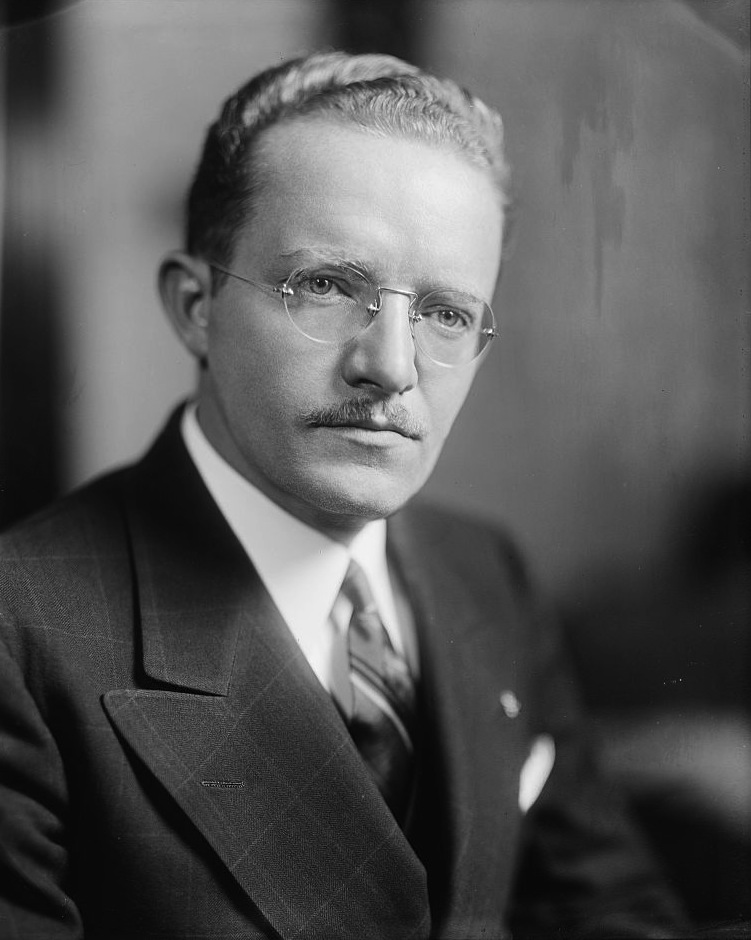

프레드 A. 하틀리 주니어(Fred A. Hartley Jr., 본명: 프레더릭 앨런 하틀리 주니어, Frederick Allan Hartley Jr., 1902년 2월 22일 ~ 1969년 5월 11일)는 뉴저지주 출신의 미국 공화당 (미국) 정치인이었다. 하틀리는 미국 하원에서 10선을 역임하며 뉴저지의 8번째 및 뉴저지의 10번째 의회 선거구를 대표했다. 그는 1947년 태프트-하틀리법(Taft-Hartley Act)을 발의한 하원 의원으로 가장 잘 알려져 있다.